# Sindre Skjøstad Lunke
Sindre Skjøstad Lunke (17 de abril de 1993) es un ciclista noruego que fue profesional entre 2013 y 2020.
En septiembre de 2020 anunció su retirada a los 27 años de edad para dedicarle más tiempo a sus estudios de economía.

## Palmarés
- No consiguió ninguna victoria como profesional.

## Resultados en Grandes Vueltas
| Carrera | Carrera         | 2013 | 2014 | 2015 | 2016  | 2017  | 2018 | 2019 | 2020 |
| ------- | --------------- | ---- | ---- | ---- | ----- | ----- | ---- | ---- | ---- |
|         | Giro de Italia  | —    | —    | —    | —     | 120.º | —    | —    | —    |
|         | Tour de Francia | —    | —    | —    | —     | —     | —    | —    | —    |
|         | Vuelta a España | —    | —    | —    | 135.º | —     | —    | —    | —    |

—: no participa

Ab.: abandono